# Vancouver Convention Centre

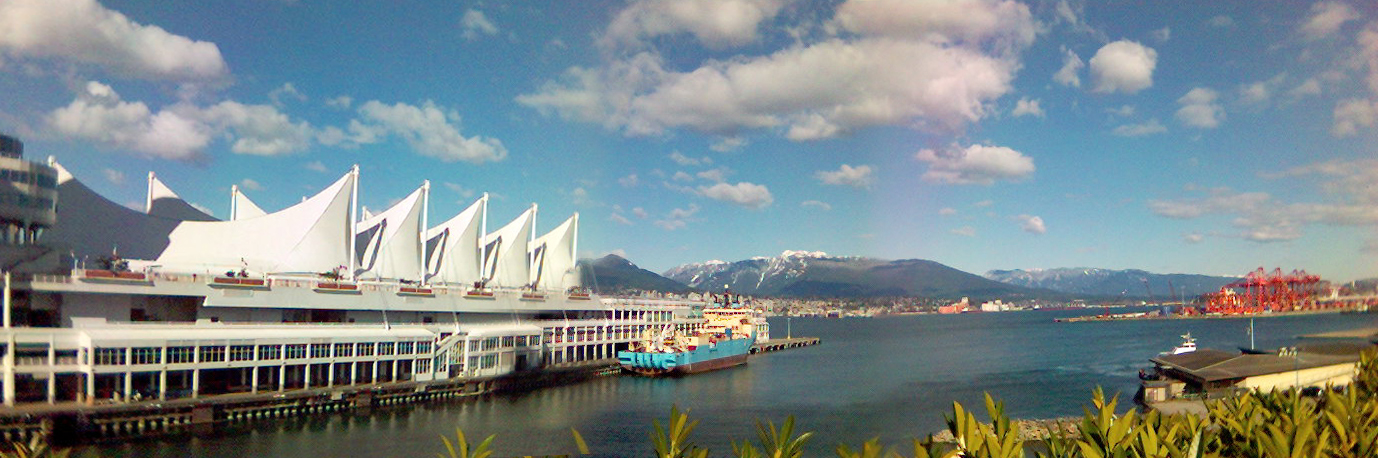
Canada Place, z północnym brzegiem i górą Burrard w tle

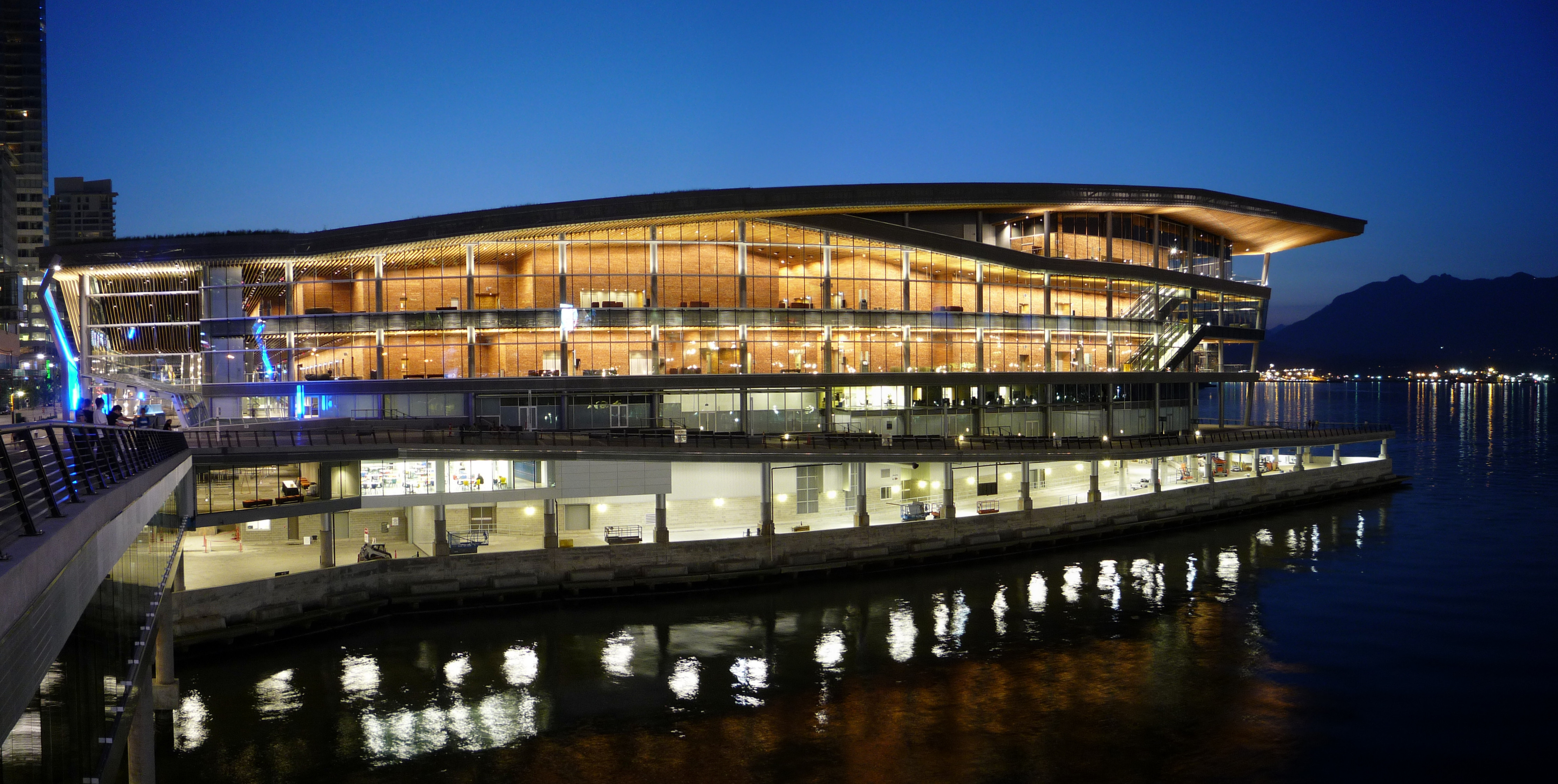
Zachodni Budynek

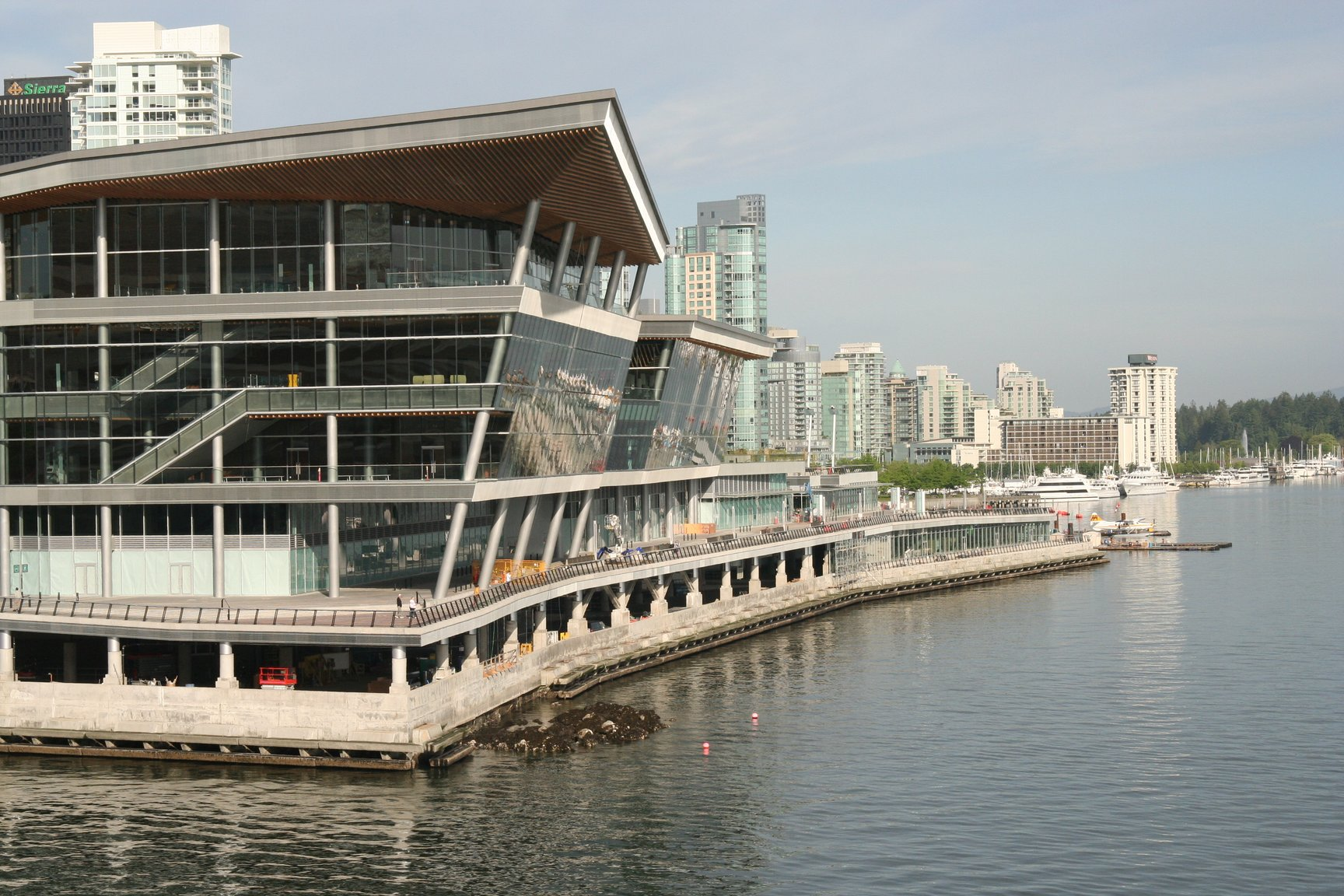
Budynek zachodni w całości

Vancouver Convention Centre – centrum kongresowe w Vancouver w Kanadzie w prowincji Kolumbia Brytyjska. Znane jest również jako "Vancouver Convention & Exhibition Centre" (VCEC). Jest jednym z największych centrów kongresowych Kanady o powierzchni 43,991 m². Budynek jest administrowany przez władze Kolumbii Brytyjskiej.
Budowę centrum rozpoczęto od budynku wschodniego przy Canada Place. W budynku wschodnim znajduje się m.in. muzeum, 20 sal konferencyjnych oraz sala balowa.

Budowa budynku zachodniego (o powierzchni 31,665 m²) rozpoczęła się w listopadzie 2004 i trwała do 2009 (otwarcie 4 kwietnia). Budynek zlokalizowano na nabrzeżu obok Canada Place (60 % na stałym lądzie i 40 % ponad wodą). Posiada rozsuwalny dach dzięki czemu do środka dostaje się naturalne światło. Budynek był centrum prasowym podczas Zimowych Igrzysk Olimpijskich 2010 w Vancouver. Koszt budowy szacowano na 495 milionów dolarów, ostateczny - wyniósł 883 miliony dolarów.
Kompleks otrzymał w 2002 oraz 2008 nagrody Międzynarodowego Stowarzyszenia Congress Centres (AIPC) "Apex Award".